# دايفيد ميلر (مخرج أفلام)
دايفيد ميلر (بالإنجليزية: David Miller )‏ (و. 1909 – 1992 م) هو مخرج أفلام، ومونتير، وموسيقي أمريكي، ولد في باترسون، بدأ مشواره المهني سنة 1935، توفي في لوس أنجلوس، عن عمر يناهز 83 عاماً، بسبب سرطان.

## وصلات خارجية
- دايفيد ميلر على موقع IMDb (الإنجليزية)
- دايفيد ميلر على موقع الموسوعة البريطانية (الإنجليزية)
- دايفيد ميلر على موقع ألو سيني (الفرنسية)
- دايفيد ميلر على موقع تيرنر كلاسيك موفيز (الإنجليزية)
- دايفيد ميلر على موقع أول موفي (الإنجليزية)
- دايفيد ميلر على موقع قاعدة بيانات الأفلام السويدية (السويدية)
- دايفيد ميلر على موقع قاعدة بيانات الفيلم (الإنجليزية)
- دايفيد ميلر على موقع كينوبويسك (الروسية)